# Torbiera del Tonale
Torbiera del Tonale este o arie protejată (arie specială de conservare — SAC, sit de importanță comunitară — SCI) din Italia întinsă pe o suprafață de 62 ha, integral pe uscat.

## Localizare
Centrul sitului Torbiera del Tonale este situat la coordonatele 46°15′34″N 10°35′55″E / 46.259444°N 10.598611°E.

## Înființare
Situl Torbiera del Tonale a fost declarat sit de importanță comunitară în iunie 1995 pentru a proteja 4 specii de animale. Situl a fost protejat și ca arie specială de conservare în martie 2014.

## Biodiversitate
Situată în ecoregiunea alpină, aria protejată conține 13 habitate naturale: Formațiuni ierboase bogate în specii de Nardus, dezvoltate pe substraturi silicioase în zone montane (și în zone submontane, în Europa continentală), Mlaștini turboase de tranziție și turbării mișcătoare, Liziere de ierburi înalte hidrofile de câmpie și de nivel montan până la alpin, Turbării active, Pajiști alpine și boreale, Pajiști cu Molinia pe soluri calcaroase, turboase sau argilos-nămoloase (Molinion caeruleae), Mlaștini alcaline, Tufărișuri subarctice cu Salix spp., Păduri acidofile de Picea de la nivel montan la nivel alpin (Vaccinio-Piceetea), Mlaștini împădurite, Păduri alpine de Larix decidua și/sau Pinus cembra, Fânețe montane, Pajiști boreale și alpine pe substrat silicios.
La baza desemnării sitului se află mai multe specii protejate de  păsări (4): minunița (Aegolius funereus), acvilă de munte (Aquila chrysaetos), ciocănitoare neagră (Dryocopus martius), ciuvică (Glaucidium passerinum)
Pe lângă speciile protejate, pe teritoriul sitului au mai fost identificate 17 specii de plante, 1 specie de amfibieni, 3 specii de mamifere, 2 specii de reptile.